# Lupulella
Genre
Lupulella est un genre,, de canidés qui se rencontrent en Afrique. Ce genre ne comprend que deux espèces existantes, le Chacal à chabraque (Lupulella mesomelas) et le Chacal à flancs rayés (Lupulella adusta),,.

## Systématique
Le genre Lupulella a été créé en 1906 par le zoologiste allemand Max Hilzheimer (1877-1946).
Les deux espèces étaient auparavant considérées comme des membres du genre Canis. En 2017, une revue taxonomique a recommandé que ces deux espèces soient reconnues comme le genre Lupulella. En réponse à cet examen, l'American Society of Mammalogists a reconnu le nouveau genre.
En 2019, un atelier organisé par le groupe de spécialistes des canidés de l'UICN/SSC recommande que, parce que les preuves ADN montrent que le Chacal à flancs rayés (Canis adustus) et le Chacal à dos noir (Canis mesomelas) forment une lignée monophylétique qui se trouve à l'extérieur du clade Canis/Cuon/Lycaon, qu'ils devraient être placés dans un genre distinct, Lupulella (Hilzheimer, 1906) avec les noms Lupulella adusta et Lupulella mesomelas.

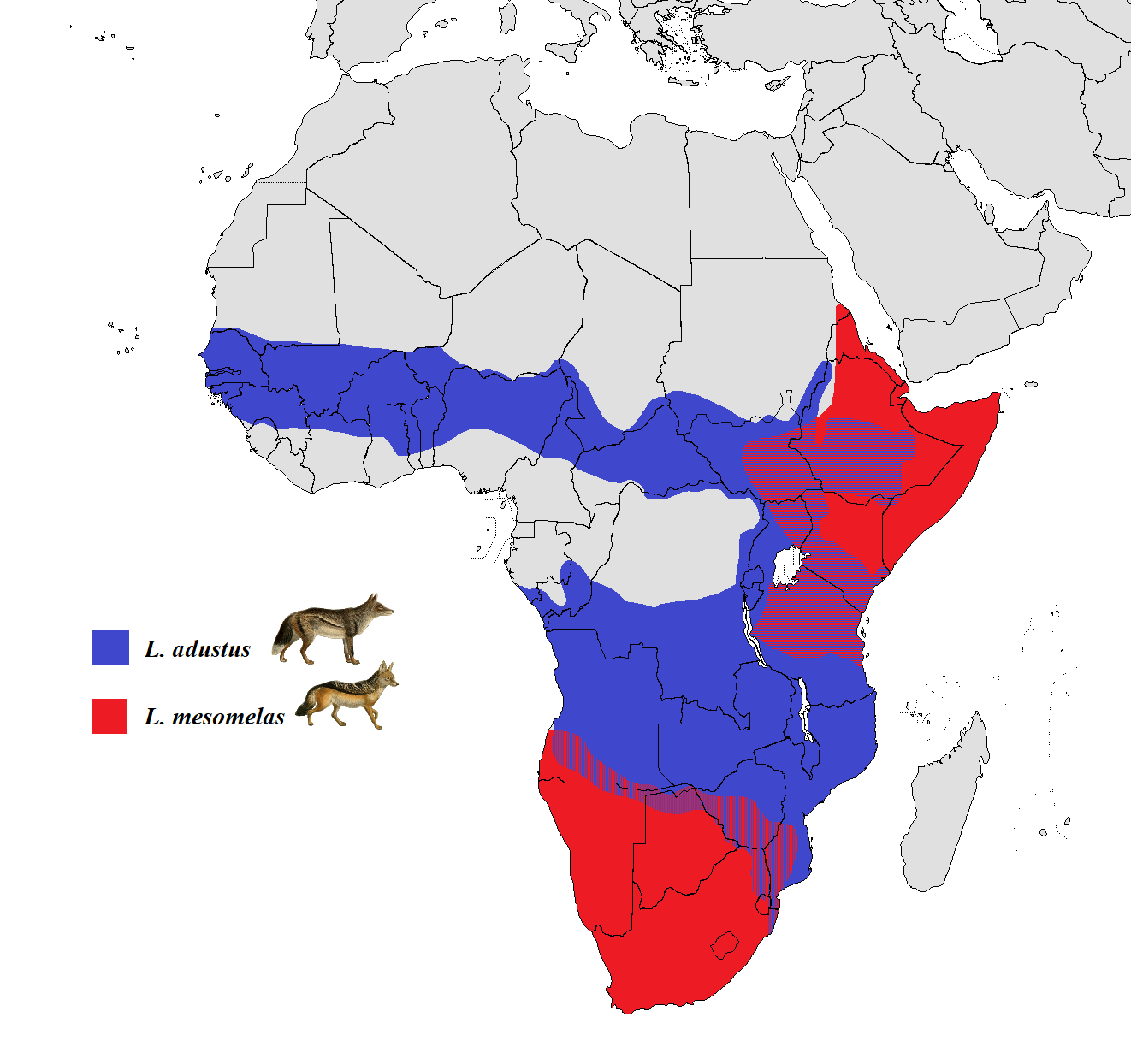
Carte des répartitions.

## Phylogénie
Cladogramme basé sur des données génomiques :
|           | Canis/Cuon/Lycaon                                                           |
|           |                                                                             |
| Lupulella | \| \| Chacal à flancs rayés \| \| \| \| \| \| Chacal à dos noir \| \| \| \| |
|           | \| \| Chacal à flancs rayés \| \| \| \| \| \| Chacal à dos noir \| \| \| \| |
|           | Chacal à flancs rayés                                                       |
|           |                                                                             |
|           | Chacal à dos noir                                                           |
|           |                                                                             |

|  | Chacal à flancs rayés |
|  |                       |
|  | Chacal à dos noir     |
|  |                       |

|           | Canis/Cuon/Lycaon                                                           |
|           |                                                                             |
| Lupulella | \| \| Chacal à flancs rayés \| \| \| \| \| \| Chacal à dos noir \| \| \| \| |
|           | \| \| Chacal à flancs rayés \| \| \| \| \| \| Chacal à dos noir \| \| \| \| |
|           | Chacal à flancs rayés                                                       |
|           |                                                                             |
|           | Chacal à dos noir                                                           |
|           |                                                                             |

|  | Chacal à flancs rayés |
|  |                       |
|  | Chacal à dos noir     |
|  |                       |

## Liste d'espèces
- Lupulella adusta (Sundevall, 1847) - Chacal à flancs rayés
- Lupulella mesomelas (Schreber, 1775) - Chacal à dos noir

## Publication originale
- (de) Max Hilzheimer, « Die geographische Verbreitung der afrikanischen Grau-schakale », Der Zoologische Garten, Francfort-sur-le-Main et Leipzig, Inconnu, inconnu, inconnu, inconnu et AV, vol. 47,‎ 1906, p. 363-373 (ISSN 0044-5169 et 1876-4312, OCLC 1773095, lire en ligne).